# كيث بوريدج
كيث بوريدج (Keith Burridge) المولود في الأول من شهر تموز لعام 1950 ميلادية، هو باحث بريطاني وأستاذ مميز بشهادة معهد كينان، في جامعة كارولينا الشمالية في تشابل هيل.
أسفرت بحوثه في الالتصاقات البؤرية إلى اكتشاف العديد من بروتينات الالتصاق التي تشمل الفينكولين (vinculin)  والتالين (talin) 
والباكسيللين
وصنفته في قمة ال 1% من العلماء الأكثر شهرة في مجال البيولوجية الجزيئية والوراثة .
نشر بوريدج أكثر من 190 مقالاً مراجعا مع الزملاء( peer reviewed articles).